# Невский рынок
Невский рынок — здание в стиле советского модернизма. Расположен в Невском районе Санкт-Петербурга, современный адрес дома — проспект Обуховской Обороны, 75А.
Постройка рынка была обусловлена тем, что государство не справлялось с обеспечением горожан через магазины самостоятельно; но в начале советской эпохи рынки считались временной мерой и с 1930-х годов им не уделялось внимания. Позднее, после смерти Сталина, в сентябре 1953 года было принято постановление о снижении сельскохозяйственного налога и увеличении приусадебных участков, в декабре было принято решение о строительстве новых крытых рынков.
Строительство освещённых рыночных залов без лишних перегородок стало возможным с появлением металлических конструкций в сочетании с остеклением, так было проще следить за соблюдением санитарных правил. Железобетонные своды позволили делать большие пролёты.
При проектировании новых рынков мастерская Сергея Евдокимова использовала стеклоблоки (согласно подсчётам, вдвое более дешёвые, чем окна с той же площадью). К нововведениям при строительстве новых рынков также относились своды из армоцемента, более упругого, чем обычный железобетон.
Здание построено на месте ранее существовавшего на этом месте Смоленского рынка. Архитекторами выступили С. Евдокимов, В. Косвен, А. Эрдели, инженер — А. Морозов. Свод над 25-тиметровым пролётом был волнистым со стеклянными вставками, прилавки расставлены «островами», по сторонам зала стоят столбы, сделан второй этаж-галерея. Один торец был составлен из стеклоблоков целиком, а продольные фасады составлены из светлого силикатного кирпича и стеклоблоки расположены в верхней их части.
Рынок сохранился хуже, чем построенные в то же время Московский и Некрасовский: вокруг сделаны пристройки, свод сделан глухим. Летом 2019 года рынок был закрыт, его планировалось отреставрировать и создать общественный центр, но вместо этого он стал популярным местом среди граффити-художников, «новым музеем стрит-арта, пока закрыт основной музей». В октябре 2020 года в заброшенном здании случился пожар. В 2021 году рассматривалась возможность сноса здания для строительства Большого Смоленского моста, в 2023 году было запланировано создать в здании «мультибрендовый центр белорусских товаров».